# 未接觸部落

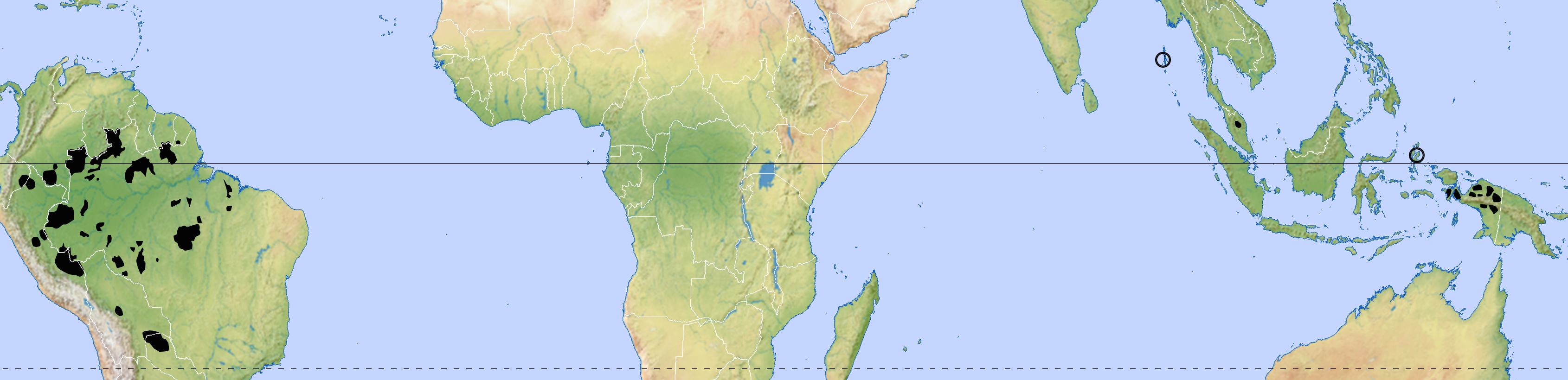
21世紀初未接觸部落分佈圖

未接觸部落或遺世部落（英語：uncontacted peoples, isolated people, lost tribes；德語：Isolierte Völker）是指一個國家的大多數人口與全人類社會很少接觸或沒有接觸的族群。不過未接觸部落很可能與其他在地原住民群體有接觸，但在許多情況下，由於疾病和來自外部的暴力之經歷，而傾向避免接觸。
此名稱通常用於表示現在或最近過去的原住民群體。 他們都生活在非常偏遠的荒野地區（安達曼人除外）。 
在南美洲，大多數當地社群都存在，它們可被分為三類：
- 自願隔離的群體
- 非接觸群體
- 未被發現的群體

由於孤立，孤立的族群代表了所謂的傳統社會。 在這種情況下，它們也最接近結構民族學的“冷”文化，其指導原則是努力盡可能保持傳統文化特徵不變（首先是生存方式、族群宗教、語言和物質文化）。 
他們是人類文化和基因多樣性的重要保存者。在經濟發展之自然資源開發需求下，他們經常面臨生存威脅；包括生活環境的破壞、生活方式被侵擾等。與外界接觸也可能會因對許多疾病沒有免疫力而死亡。

### 腳註
1. 1 2  María Cristina Blohm: Zugang zu humangenetischen Ressourcen indigener Völker Lateinamerikas: Eine Stakeholderanalyse. 1. Auflage, Gabler, Wiesbaden 2010, ISBN 978-3-8349-2439-1. S. 95–99.
2. ↑  . BBC News. 2013-08-19  [2019-10-02]. （原始内容存档于2019-10-03） （英语）.

### 文獻
- Wallace, Scott. . Crown Publishers. 2011 （英语）.

## 參看
- 原住民
- 存亡國際（英语：Survival International）

## 外部連結
- Survival International （页面存档备份，存于）
- Indigenous Peoples Issues & Resources
- Cultural Survival （页面存档备份，存于）